# Cupa României 2021/22
Der Cupa României wurde in der Saison 2021/22 zum 84. Mal ausgespielt. Titelverteidiger war CS Universitatea Craiova.

## Modus
Die Klubs der Liga 1 stiegen erst in der Runde der letzten 32 Mannschaften ein. Es wurde jeweils nur eine Partie ausgetragen, das Halbfinale wurde in Hin- und Rückspiel entschieden. Fand nur eine Partie statt und stand diese nach 90 Minuten unentschieden oder kann in beiden Partien unter Berücksichtigung der Auswärtstorregel keine Entscheidung herbeigeführt werden, folgte eine Verlängerung von 30 Minuten. Falls danach noch immer keine Entscheidung gefallen war, wurde die Entscheidung im Elfmeterschießen herbeigeführt.

## Sechzehntelfinale
| Datum              |                               | Ergebnis              |                           |
| ------------------ | ----------------------------- | --------------------- | ------------------------- |
| 21. September 2021 | Șomuz Fălticeni               | 1:4                   | FC Voluntari              |
|                    | CS Minaur Baia Mare           | 3:1                   | Politehnica Iași          |
|                    | Petrolul Ploiești             | 0:1                   | FC Universitatea Craiova  |
|                    | CD Mioveni                    | 0:0 n. V. (4:5 i. E.) | Rapid Bukarest            |
| 22. September 2021 | FC Argeș Pitești              | 0:0 n. V. (4:2 i. E.) | FC Botoșani               |
|                    | CSM Slatina                   | 1:2                   | FC Dunărea Călărași       |
|                    | FK Csíkszereda Miercurea Ciuc | 0:1                   | FC Chindia Târgoviște     |
|                    | Unirea Slobozia               | 0:1                   | Politehnica Timișoara     |
|                    | CS Concordia Chiajna          | 0:1                   | Gaz Metan Mediaș          |
|                    | FC Buzău                      | 2:1                   | FC Academica Clinceni     |
|                    | CA Oradea                     | 0:1                   | FC Hermannstadt           |
|                    | Farul Constanța               | 0:1                   | Sepsi OSK Sfântu Gheorghe |
|                    | CS Hunedoara                  | 3:5 n. V.             | Steaua Bukarest           |
| 23. September 2021 | CSO Filiași                   | 1:0                   | UTA Arad                  |
|                    | Ripensia Timișoara            | 0:1                   | Dinamo Bukarest           |
|                    | CS Universitatea Craiova      | 1:0                   | CFR Cluj                  |

## Achtelfinale
| Datum            |                          | Ergebnis              |                           |
| ---------------- | ------------------------ | --------------------- | ------------------------- |
| 26. Oktober 2021 | FC Hermannstadt          | 2:2 n. V. (3:4 i. E.) | CSO Filiași               |
|                  | Gaz Metan Mediaș         | 0:1                   | FC Chindia Târgoviște     |
|                  | Dinamo Bukarest          | 1:2                   | FC Argeș Pitești          |
| 27. Oktober 2021 | CS Minaur Baia Mare      | 0:4                   | CS Universitatea Craiova  |
|                  | FC Voluntari             | 03:0 1                | Steaua Bukarest           |
| 28. Oktober 2021 | FC Buzău                 | 3:0                   | FC Dunărea Călărași       |
|                  | FC Universitatea Craiova | 0:1                   | Sepsi OSK Sfântu Gheorghe |
|                  | Politehnica Timișoara    | 2:0                   | Rapid Bukarest            |

## Viertelfinale
| Datum             |                       | Ergebnis              |                           |
| ----------------- | --------------------- | --------------------- | ------------------------- |
| 30. November 2021 | FC Chindia Târgoviște | 1:2                   | Sepsi OSK Sfântu Gheorghe |
| 1. Dezember 2021  | FC Buzău              | 0:1                   | FC Voluntari              |
|                   | Politehnica Timișoara | 0:0 n. V. (4:5 i. E.) | FC Argeș Pitești          |
| 2. Dezember 2021  | CSO Filiași           | 0:3                   | CS Universitatea Craiova  |

## Halbfinale
| Datum                      |                           | Gesamt |                          | Hinspiel | Rückspiel |
| -------------------------- | ------------------------- | ------ | ------------------------ | -------- | --------- |
| 19. April und 11. Mai 2022 | FC Voluntari              | 3:0    | FC Argeș Pitești         | 2:0      | 1:0       |
| 20. April und 11. Mai 2022 | Sepsi OSK Sfântu Gheorghe | 3:1    | CS Universitatea Craiova | 2:1      | 1:0       |

## Finale
| Paarung                   | Sepsi OSK Sfântu Gheorghe – FC Voluntari |
| Ergebnis                  | 2:1 (2:0) |
| Datum                     | 19. Mai 2022 |
| Stadion                   | Stadionul Rapid – Giulești, Bukarest |
| Zuschauer                 | 8.128 |
| Schiedsrichter            | Sebastian Colțescu |
| Tore                      | 1:0 Marius Stefanescu (22.) 2:0 Marius Stefanescu (38.) 2:1 Andres Dumitrescu (90.+5' Eigentor) |
| Sepsi OSK Sfântu Gheorghe | Roland Niczuly – Mihai Balasa, Bogdan Mitrea, Andres Dumitrescu, Radoslaw Dimitrow – Nicolae Păun, Adnan Aganović (80. Vitalie Damascan), Eder González – Marius Stefanescu (84. István Fülöp), Cristi Barbut (71. Cătălin Golofca), Alexandru Tudorie (72. Kevin Luckassen). Cheftrainer: Cristiano Bergodi |
| FC Voluntari              | Mihai Popa – Gabriel Tamaș, Igor Armas, Denis Ciobotariu, Marius Briceag (75. Alexandru Vlad), Ricardinho (62. Muhamed Tehe Olawale) – Lukáš Droppa (74. Cristian Costin), Vadim Rata, Helder Tavares (45. Lóránd Fülöp) – Marcelo Lopes, Adam Nemec. Cheftrainer: Liviu Ciobotariu                          |
| Gelbe Karten              | keine – Gabriel Tamas, Marcelo Lopes, Vadim Rata, Muhamed Tehe Olawale |